# سیستم نسخه‌های هم‌روند
سیستم نسخه‌های هم‌روند (به انگلیسی: Concurrent Versions System) یا به اختصار cvs، یک نرم‌افزار کنترل نسخه در زمینه توسعه نرم‌افزار است. سی‌وی‌اس از یک معماری مشتری-خدمت‌گذار برخوردار است و به صورت یک نرم‌افزار آزاد منتشر می‌شود. یک سیستم کنترل نسخه، تمامی تغییراتی که بر روی تعدادی فایل انجام می‌گیرد را نگهداری می‌کند و به چند توسعه دهنده (که ممکن است در مکان‌های مختلفی حضور داشته باشند و در زمان‌های مختلفی هم کار خود را انجام دهند) کمک می‌کند تا راحت‌تر با یکدیگر همکاری کنند. نگه داشتن تمامی تغییرات اعمال شده بر روی فایل‌ها، کمک می‌کند تا توسعه‌دهندگان در هر زمان دلخواهی بتوانند نسخه‌های قدیمی و جدید را با هم مقایسه کنند و از پیشرفت و نحوه تغییرات آگاه شوند. سی‌وی‌اس اولین بار در سال ۱۹۸۶ توسط دیک گرون به صورت تعدادی شل اسکریپت نوشته شد.